# Tariq ibn-Ziyad

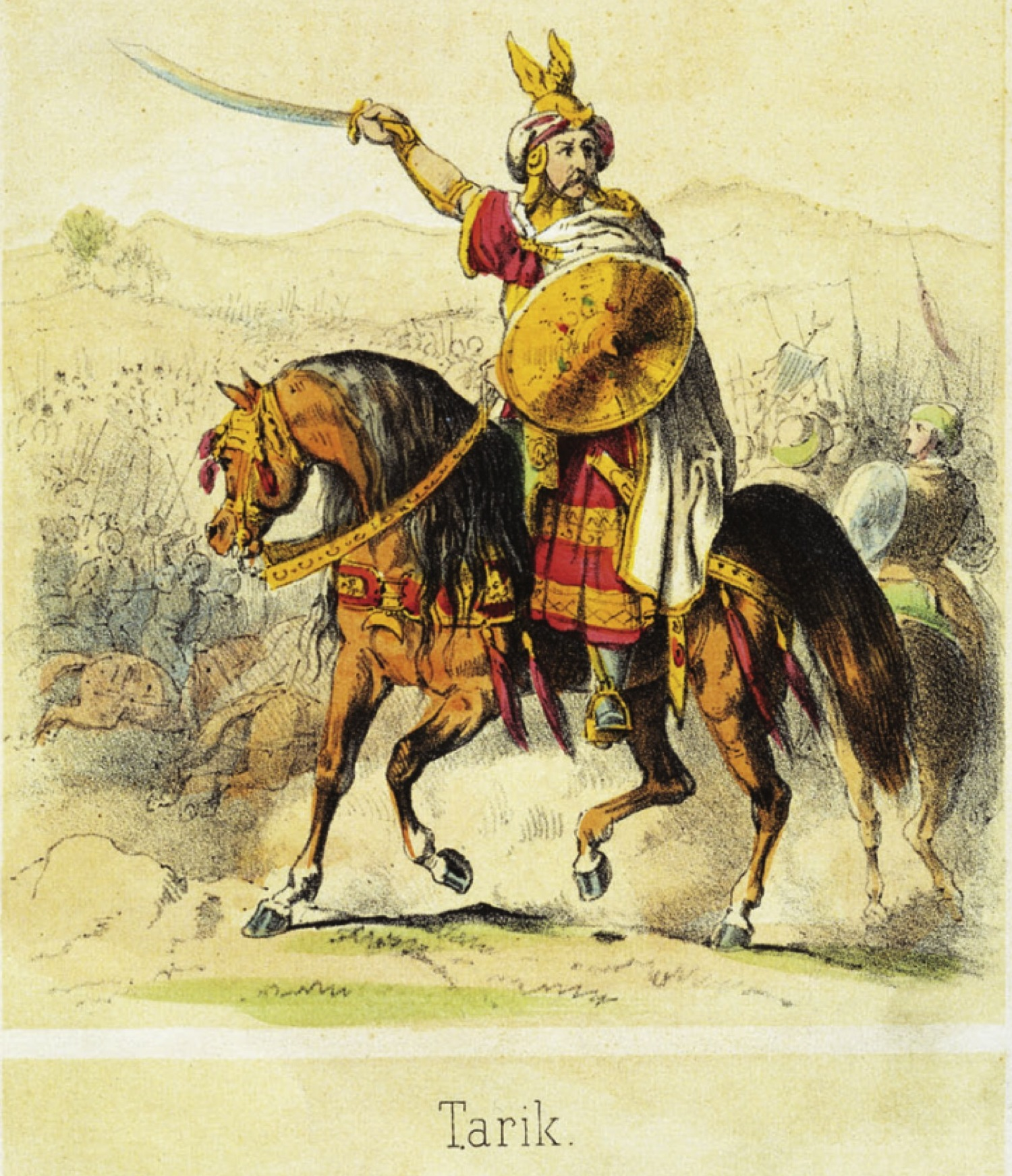
Tariq ibn Ziyad

Tariq ibn Ziyad (طارق بن زياد), död 720 i Damaskus, var en berbisk-muslimsk fältherre. Han är mest känd för att ha gått över Gibraltar sund år 711 och besegrat det visigotiska riket som omfattade dagens Spanien och Portugal. Under de följande åren erövrade Tariq ibn-Ziyad och hans armé större delen av Iberiska halvön som döptes till Al-Andalus och inkorporerades i det Umayyadiska riket. 
Tariq ibn Ziyad blev efter erövringen av Iberiska halvön kallad till Damaskus av kalif al-Walid I och tillbringade där resten av sitt liv. Gibraltar, på arabiska benämnt Djebel-al-Tareq (Tareqs berg), har namngetts efter honom.